# Kouta
La Kouta (en russe : Кута) est une rivière de Russie qui coule dans l'oblast d'Irkoutsk en Sibérie orientale. C'est un affluent de la Léna en rive gauche.

## Géographie
La Kouta a une longueur de 408 kilomètres. Son bassin versant a une superficie de 12 500 km2 (surface de taille équivalente à celle de la région française d'Île-de-France). Son débit moyen à l'embouchure est de 67 m3/s. 
La Kouta prend sa source dans la partie sud-est du grand plateau de Sibérie centrale, à une altitude de plus ou moins 650 mètres, tandis que sa confluence avec la Léna se trouve à 284 mètres. La rivière coule d'abord vers l'ouest puis vers le sud au travers de la taïga et de terrains marécageux. À sa jonction avec la Koupa, son affluent principal, elle tourne vers l'est et, empruntant une vallée étroite et profonde, finit par atteindre la Léna au niveau de la ville d'Oust-Kout. 

## Transports
La Kouta n'est pas navigable et est prise dans les glaces de novembre à début mai.  
La rivière la plus proche à l'ouest est l'Ilim. Jadis, du temps des cosaques, un portage de l'Ilim vers la Kouta connectait les bassins de l'Ienisseï et de la Léna. 
La voie ferrée du Baïkal Amour Magistral longe sur sa rive nord le cours de la rivière durant quelque 60 km, entre le confluent de la Koupa et la ville d'Oust-Kout sur la Léna.

## Affluents
- La Koupa (3 200 km2, 220 km, 20 m3/s). Venue du sud, elle conflue en rive droite.

## Localités
- Oust-Kout, ville fondée par les cosaques en 1631, située au point de confluence de la Léna et de la Kouta, à 500 km au nord-nord-est d'Irkoutsk.

## Hydrologie

### Hydrométrie - Les débits mensuels à Routcheï
La Kouta est un cours d'eau assez abondant dans le contexte du bassin de la Léna. Son débit a été observé pendant 50 ans (entre 1941 et 1990) à Routcheï, localité située à 52 kilomètres de son embouchure dans la Léna, à une altitude de 305 mètres. 
Le débit inter annuel moyen ou module observé à Routcheï sur cette période était de 61,44 m3/s pour une surface de drainage de 11 200 km2, soit 90 % de la totalité du bassin versant de la rivière qui compte 12 500 km2.
La lame d'eau écoulée dans ce bassin versant se monte ainsi à 173 millimètres par an, ce qui doit être considéré comme assez élevé dans le contexte de la Sibérie et du bassin de la Léna. 
Rivière alimentée en majeure partie par la fonte des neiges, mais aussi par les pluies de l'été et de l'automne, la Kouta est un cours d'eau de régime nivo-pluvial. 
Les hautes eaux se déroulent au printemps, au mois de mai et au mois de juin, avec un sommet très net en mai qui correspond au dégel et à la fonte des neiges. Le bassin bénéficie de précipitations appréciables en toutes saisons, comme le montre le graphique des précipitations ci-dessous. Elles tombent sous forme de pluie en été, ce qui explique que le débit de juillet à septembre soit soutenu. En automne, aux mois d'octobre et de novembre, le débit de la rivière baisse progressivement, ce qui mène à la période des basses eaux. Cette période a lieu de novembre à avril et correspond aux importantes gelées qui s'abattent sur toute la Sibérie. 
Le débit moyen mensuel observé en mars (minimum d'étiage) est de 14,6 m3/s, tandis que le débit moyen du mois de mai s'élève à 348 m3/s, ce qui souligne des variations saisonnières d'amplitude très importante. Sur la durée d'observation de 50 ans, le débit mensuel minimal a été de 8,08 m3/s en février 1944, tandis que le débit mensuel maximal s'élevait à 537 m3/s en mai 1951.  
En ce qui concerne la période libre de glaces (de juin à septembre inclus), le débit mensuel minimum observé a été de 19,4 m3/s en août 1943, ce qui restait fort appréciable.

### Précipitations à Oust-Kout
Le total annuel des précipitations relevées à Oust-Kout est de 430 millimètres. La période la plus arrosée est centrée sur l'été et va de juin à septembre.